# Ctenoplectron maculatum
Ctenoplectron maculatum là một loài bọ cánh cứng trong họ Tetratomidae. Loài này được Broun miêu tả khoa học năm 1881.